# Indianapolis 500 in 1915
De 5e Indianapolis 500 werd gereden op maandag 31 mei 1915 op de Indianapolis Motor Speedway. Italiaans coureur Ralph DePalma won de race in een Mercedes.

## Startgrid
| Rij | Binnen       | Mid-links         | Mid-rechts       | Buiten             |
| --- | ------------ | ----------------- | ---------------- | ------------------ |
| 1   | Howdy Wilcox | Ralph DePalma¹    | Dario Resta      | Earl Cooper        |
| 2   | Gil Anderson | Jean Porporato    | Bob Burman       | Art Klein          |
| 3   | Tom Alley    | George C. Babcock | Harry Grant      | Eddie O'Donnell    |
| 4   | John DePalma | Noel van Raalte   | Joe Cooper       | Billy Carlson      |
| 5   | Tom Orr      | Ralph Mulford     | John A. Mais     | Eddie Rickenbacker |
| 6   | G. C. Cox    | George Hill       | Louis Chevrolet² | Willie Haupt       |

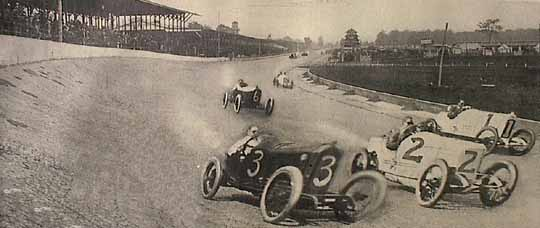
Illustratie van de eerste startrij.

¹ Ralph DePalma werd in 1920 Amerikaans staatsburger.

² Louis Chevrolet werd in Juni 1915 Amerikaans staatsburger.

## Race
| #                                  | Coureur            | Auto               | Ronden | Opgave     |
| ---------------------------------- | ------------------ | ------------------ | ------ | ---------- |
| 1                                  | Ralph DePalma      | Mercedes           | 200    |            |
| 2                                  | Dario Resta        | Peugeot            | 200    |            |
| 3                                  | Gil Anderson       | Stutz              | 200    |            |
| 4                                  | Earl Cooper        | Stutz              | 200    |            |
| 5                                  | Harry Grant        | Duesenberg         | 200    |            |
| 6                                  | Bob Burman         | Peugeot            | 200    |            |
| 7                                  | Howdy Wilcox       | Stutz              | 200    |            |
| 8                                  | Tom Alley          | Duesenberg         | 200    |            |
| 9                                  | Billy Carlson      | Maxwell            | 200    |            |
| 10                                 | Noel van Raalte    | Sunbeam            | 200    |            |
| 11                                 | Willie Haupt       | Emden              | 200    |            |
| 12                                 | George C. Babcock  | Sunbeam            | 184    | Mechanisch |
| 13                                 | Tom Orr            | Maxwell            | 168    | Mechanisch |
| 14                                 | Jean Porporato     | Sunbeam            | 164    | Mechanisch |
| 15                                 | Joe Cooper         | Duesenberg         | 154    | Ongeval    |
| 16                                 | Ralph Mulford      | Duesenberg         | 124    | Mechanisch |
| 17                                 | Eddie O'Donnell    | Peugeot            | 117    | Mechanisch |
| 18                                 | Art Klein          | Duesenberg         | 111    | Mechanisch |
| 19                                 | Eddie Rickenbacker | Maxwell            | 103    | Mechanisch |
| 20                                 | Louis Chevrolet    | Cornelian-Sterling | 76     | Mechanisch |
| 21                                 | John DePalma       | Delage             | 41     | Mechanisch |
| 22                                 | John A. Mais       | Mais-Mercer        | 23     | Mechanisch |
| 23                                 | George Hill        | Bugatti            | 20     | Mechanisch |
| 24                                 | G. C. Cox          | Cino-Mercer        | 12     | Mechanisch |
| Gemiddelde snelheid : 144,583 km/h |                    |                    |        |            |